# Collegio Nazareno

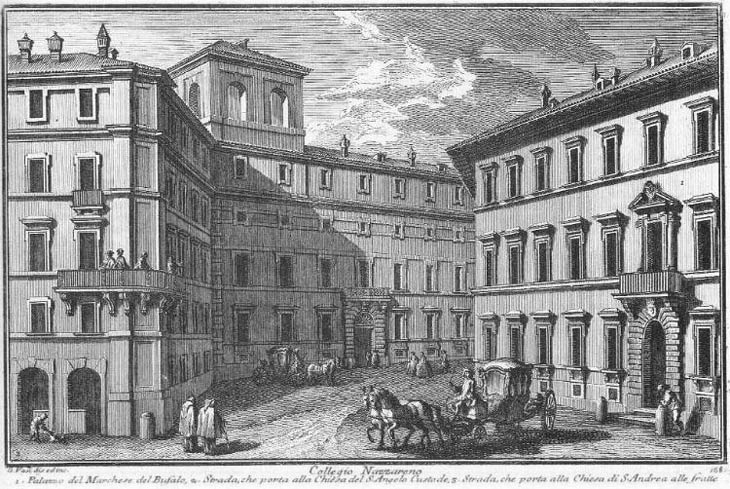
Fachada do palácio no Largo del Nazareno em 1759 numa gravura de Giuseppe Vasi. À direita, o Palazzo Del Bufalo.

Collegio Nazareno ou Palazzo Tonti é um palácio maneirista localizado no Largo del Nazareno, no rione Colonna de Roma.

## História
O palácio foi construído na segunda metade do século XVI no local onde antes havia um palacete da família Giustiniani por Alessandro Maurelli, um nobre de Parma que havia lutado nos Flandres com Alessandro Farnese. No início do século seguinte, o palácio passou para os Caetani, que, poucos anos depois, o alugaram ao cardeal Michelangelo Tonti, secretário de estado do papa Paulo V Borghese. Em 1621, o cardeal adquiriu o palácio para fundar uma escola para educação dos pobres sob o comando dos Padres Escolápios (ou "piaristas"), membros da ordem fundada por São José Calasanz, mas só teve tempo de deixar-lhes o edifício em testamento, pois morreu no ano seguinte. Imediatamente surgiram problemas com os herdeiros do cardeal, que começaram uma longa batalha judicial pelo edifício. Apesar disto, os escolápios começaram as atividades do colégio em 1630 com o nome de Collegio Nazareno (em memória ao falecido cardeal, que havia sido arcebispo de Nazaré), mas, por causa da disputa pela herança, acabaram obrigados a utilizar outra sede. Apenas em 1689, quando a questão foi resolvida em favor da instituição, o Collegio Nazareno começou a funciona no palácio. O instituto, restaurado entre 1698 e 1712 por Sebastiano Cipriani, rapidamente ganhou fama como escola e passou a atrair jovens de famílias nobres, o que levou à divisão dos estudantes em duas categorias: os convittori, advindos de famílias ricas, e os alunni, que estudavam gratuitamente.

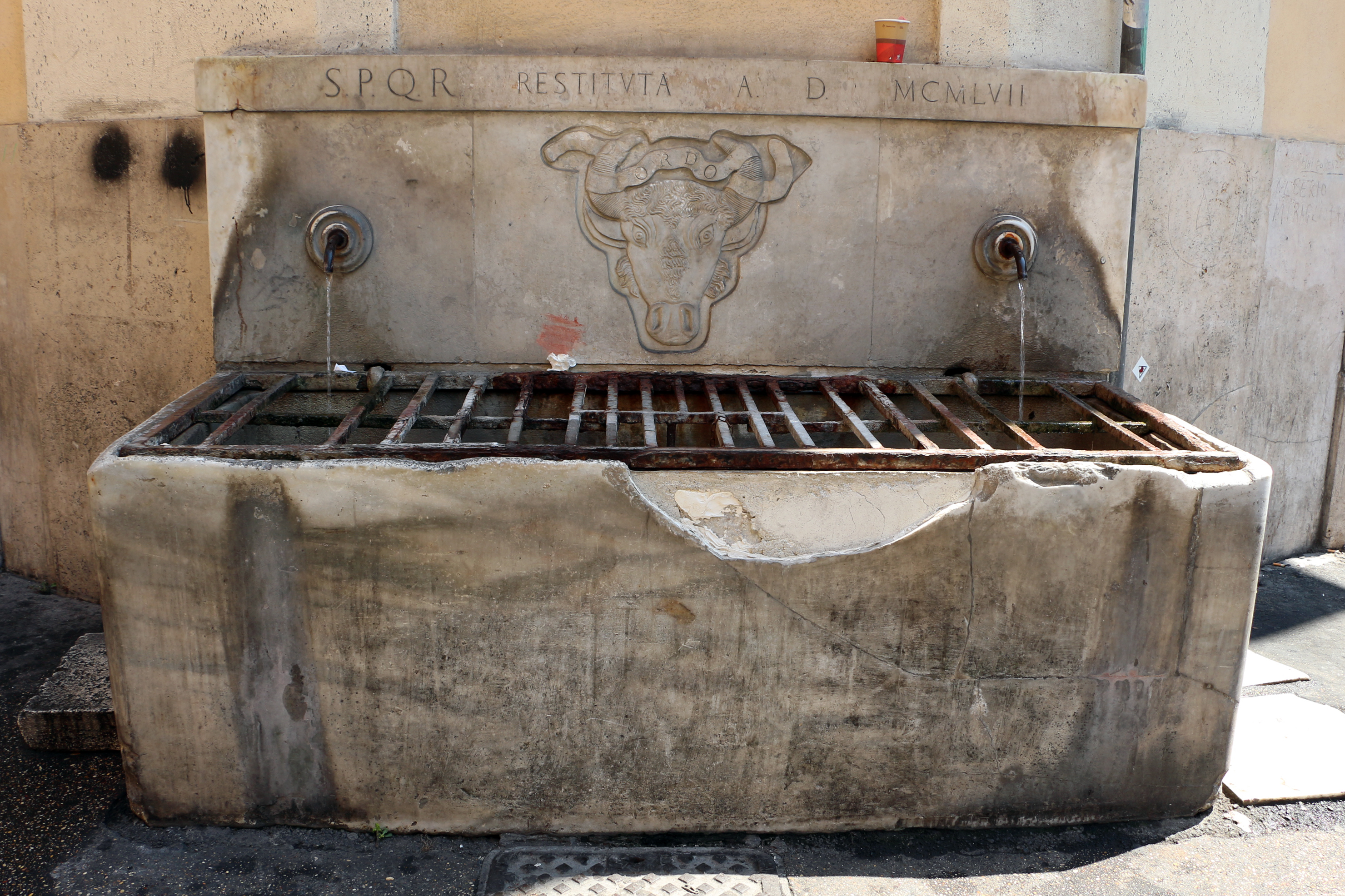
Fontana del Bufalo, instalada bem na frente do Collegio.

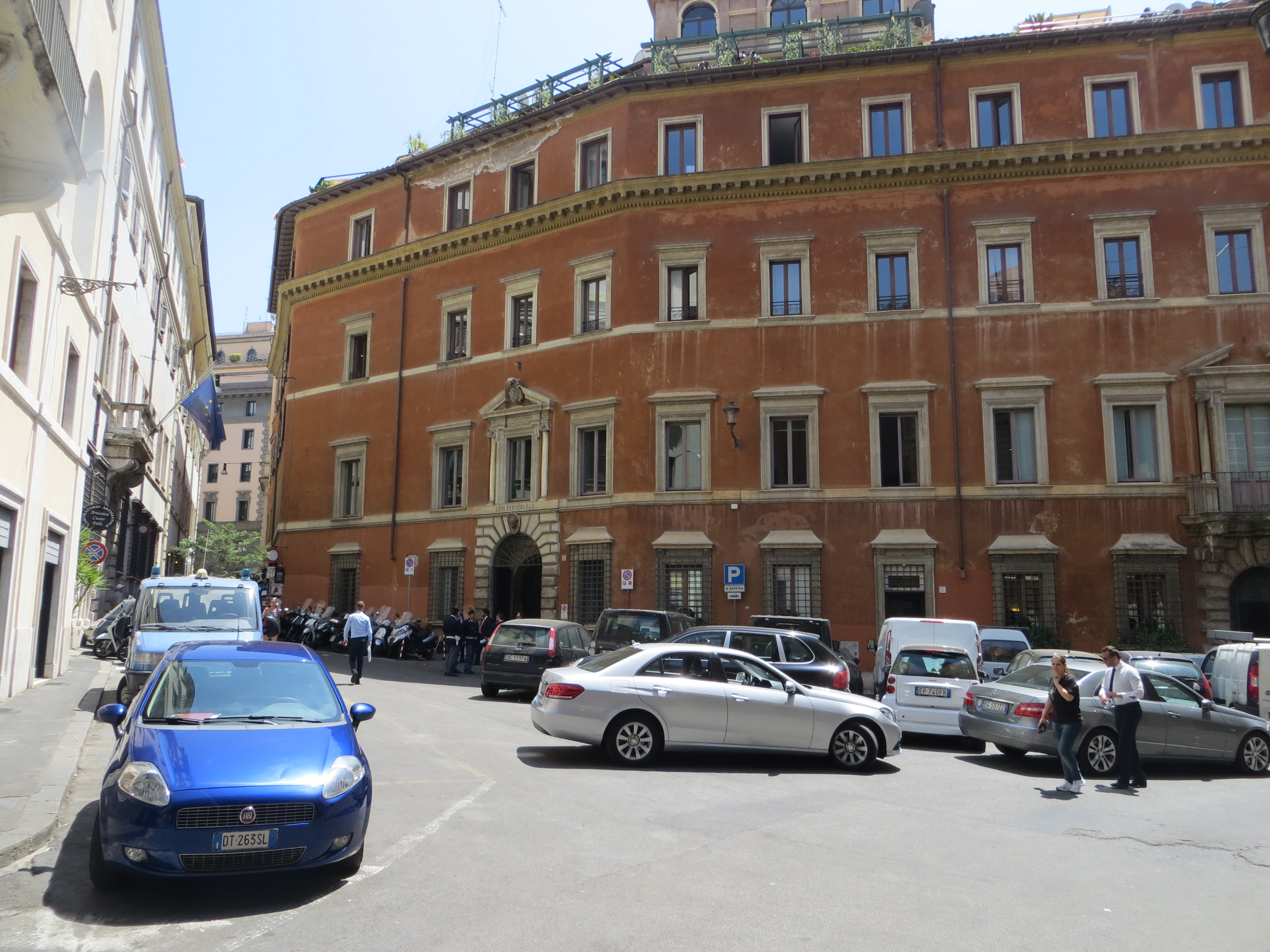
Vista do Largo del Nazareno. O Collegio Nazareno é o edifício branco à esquerda. O edifício vermelho à frente é o Palazzo Del Bufalo.

A fama do Collegio cresceu tanto que, nos séculos  XVIII e XIX, ele foi considerado um dos colégios mais proeminentes de Roma, onde eram educados jovens provenientes de todas as partes da Itália e de onde saíram cardeais, diplomatas e diversos políticos importantes. Por causa de sua fama de fornecerem uma educação de característica mais "aberta" que outras instituições de ensino, ali foi fundada a Accademia degli Incolti, uma academia de arte que era sustentada e gerenciada pelos pais dos estudantes e que tinha como objetivo promover o aprendizado da literatura clássica. As regras da academia incluíam a doação ao Collegio Nazareno das obras de arte (geralmente pinturas) com um motto, uma pequena frase que resumia um ideal. Uma das pinturas mais famosas ainda de propriedade do Collegio é uma de Giovan Battista Gaulli (Il Baciccio), um pintor do final do século XVII conhecido pela pintura do teto da Igreja de Jesus, que foi membro. No século XIX, o o uniforme dos jovens no século XIX, um fraque negro com cartola, era bastante conhecido.
Entre 1912 e 1913, o edifício foi restaurado pelo famoso arquiteto Carlo Maria Busiri Vici. Na década de 1950, a ala esquerda do palácio foi alinhada à ala mais antiga para permitir o alargamento da via, o que eliminou o aspecto em "V" visível na gravura de Giuseppe Vasi (1759). O Collegio Nazareno ainda hoje é uma instituição de ensino e atualmente abriga uma prestigiosa (e cara) escola secundária ainda hoje gerida pelos piaristas, responsáveis também pelo Collegio Calasanzio.

## Descrição
A fachada do século XVI se apresenta em três pisos com nove janelas emolduradas cada e um portal rusticado encimado por uma varanda sustentada por três mísulas, das quais a central está decorada com uma cabeça de leão com um anel na boca (brasão dos Maurelli). No piso térreo, as janelas apresentam arquitraves e grades, com parapeitos originais sustentados por mísulas com tríglifos e cabeças de leão. Sobre o belo beiral está um ático do século XIX com um belvedere. O pátio interno abriga estátuas antigas num ninfeu e um relógio. Perto da extremidade do edifício no Largo del Nazareno foi colocada, em 1957, uma fonte constituída por uma face de mármore ornada no centro com um baixo-relevo representando uma bela cabeça de touro com o pelo encaracolado (brasão da família Del Bufalo) ladeada por dois canos que despejam água numa antiga bacia retangular: o brasão provavelmente se deve ao fato de a família, que vivia no Palazzo Del Bufalo, nas imediações, ter patrocinado sua construção. A fonte foi colocada no local onde por um tempo ficou a Fontanella della Ninfa, também conhecida como della Chiavica del Bufalo, como era chamada essa região por causa da presença de uma rede de escoamento construída pela família Del Bufalo. Esta pequena fonte, do século XVI, era constituída de  um cano simples inserida numa parede de mármore que despejava água numa pequena bacia retangular encimada por uma bela lápide e por uma imagem de uma ninfa deitada. Na lápide estavam dois dísticos latinos. Atualmente, infelizmente nem a fonte e nem a inscrição existem mais e nada se sabe sobre o seu desaparecimento: ainda estavam no local em 1912, quando a Comuna de Roma providenciou a restauração da epígrafe.